# Swannington, Norfolk
Swannington är en ort och civil parish i Storbritannien.   Den ligger i grevskapet Norfolk och riksdelen England, i den sydöstra delen av landet, 160 km nordost om huvudstaden London. Swannington ligger 29 meter över havet och antalet invånare är 287.
Terrängen runt Swannington är platt. Runt Swannington är det mycket tätbefolkat, med 2 431 invånare per kvadratkilometer. Närmaste större samhälle är Norwich, 14,6 km sydost om Swannington. Trakten runt Swannington består till största delen av jordbruksmark.